# مشراتة

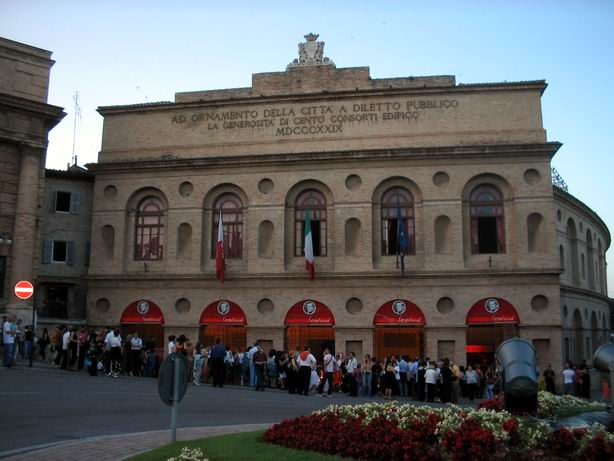
ملعب Lo Sferisterio الرياضي - مَشِراتة

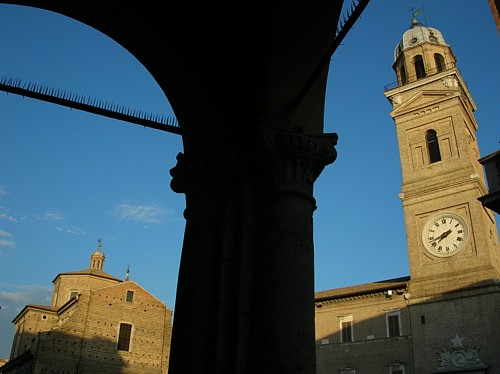
الوسط التاريخي

مَشِراتة أو (نقحرة: ماشيراتا) (بالإيطالية: Macerata)‏، مدينة إيطالية في وسط البلاد في إقليم ماركي وعاصمة مقاطعة مَشِراتة عدد سكانها 42.361 نسمة، الوسط التاريخي للمدينة على هضبة بين نهر كيينتي ونهر بوتنسا، وبها واحدة من أقدم الجامعات في العالم حيث أسست عام 1290 م، يقام فيها خلال شهري يوليو وأغسطس من كل عام مهرجان مَشِراتة للأوبرا في ملعب رياضي تاريخي وفريد من نوعه بأربعة آلاف مقعد.

## السكان
في سنة 1861 بلغ عدد السكان 19٬475 نسمة، وتطور العدد ليصل في سنة 2011 لـ 42٬019 نسمة.
يظهر هذا المخطط البياني تطور النمو السكاني لـ مَشِراتة

## توأمة
لمَشِراتة اتفاقيات توأمة مع كل من:
- فايدن إن در أوبربفالز (1963 - )
- شفيلد
- إيسي ليه مولينو منذ (1982 - )

## أعلام
- جيوفاني سيفيريني
- ماتيو ريتشي
- دانتي فيريتي
- لورا بولدريني
- فيليبو بيليني
- جورج بوربا